# 린디홉
린디홉(Lindy Hop)은 스윙 리듬에 맞춰 춤을 추는 스윙댄스의 일종이다.

## 참고 문헌
- 메디컬코리아 편집부 (2011년 9월 5일). 〈린디홉〉. 《댄스스포츠사전》. 메디컬코리아.

## 같이 보기
- 댄스스포츠
- 세계 로큰롤 연맹